# آرامگاه سید حمدی
آرامگاه سید حمدی مربوط به اوایل دوره قاجار است و در شهرستان حاجی‌آباد، بخش مرکزی، روستای طارم جدید واقع شده و این اثر در تاریخ ۲۴ اسفند ۱۳۸۳ با شمارهٔ ثبت ۱۱۴۶۹ به‌عنوان یکی از آثار ملی ایران به ثبت رسیده است.